# Höganäsmagasinet

Höganäsmagasinet var Höganäsbolagets magasinsbyggnad vid Norra Blasieholmshamnen 7, nuvarande Nybrokajen, på Blasieholmen i Stockholm.
Byggnaden uppfördes 1889-91. Byggherren önskade att huset i sig skulle vara en reklampelare för företagets egna produkter så som det eldfasta teglet. Arkitekten Ludwig Peterson skapade en byggnad i en kraftladdad tegelfantasi med mönstermurningar i exklusivt tegel i olika schatteringar. Fasaden dominerades av de tunga bågöppningarna.  Byggnaden uppfördes i en brytningstid då flera arkitekter vände sig mot de historiserande stilarna. Höganäsmagasinet kan sägas inleda Petersons romantiska fas där han avlägsnade sig från läroböckerna och istället skapade associativt. Utgångspunkten var den franska nyromantik han mött i sydfrankrike under sina studieresor. Byggnaden berömdes av samtiden för sin ärlighet i de naturliga materialen och att byggnadens inre funktioner, så som trappans markering i hörnet, gick att utläsa på utsidan.
Ludwig Peterson ritade även det intilliggande Strand Hotel som restes 1911-12 i likartat utförande. Komplexet med dess tornpartier kom att kallas Lilla Bastiljen. Helhetsbilden förändrades dock 1930 då Höganäsmagasinet revs och ersattes av en modernistisk byggnad av Bernt Lundahl. Den nya byggnaden restes på Höganäsmagasinets gamla betonggrund, vilken varit den första gjutna grunden i staden, och som vid rivningen funnits välbehållen.

## Bilder

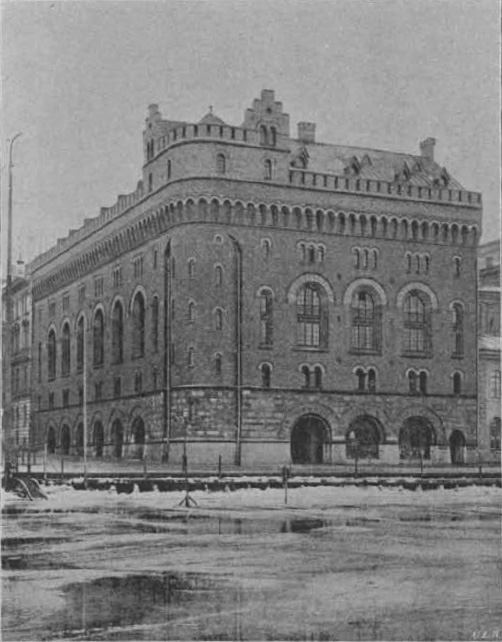
Höganäsmagasinet i slutet av 1800-talet
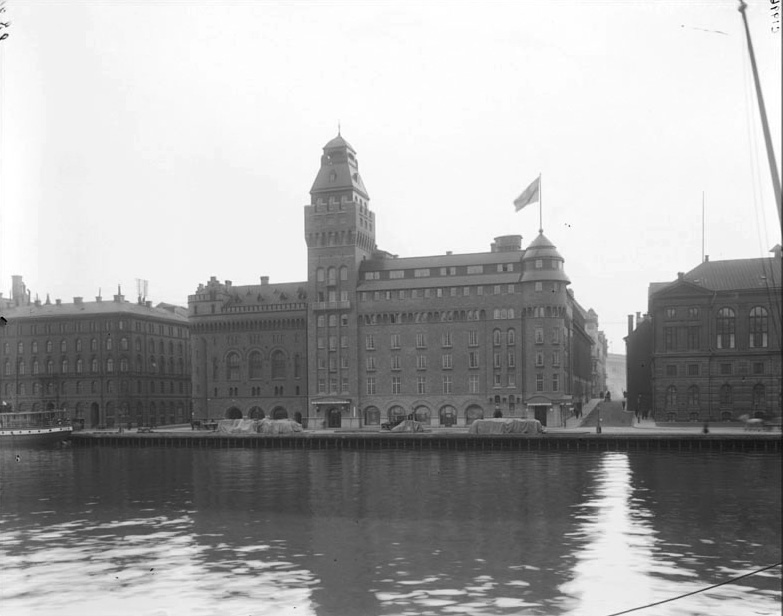
Höganäsmagasinet och Strand Hotell, 1914